# انا ایستیدن
اَنا ایستیدن (انگلیسی: Anna Easteden؛ زادهٔ ۲۹ نوامبر ۱۹۷۶) یک هنرپیشه، مانکن و فعال حقوق بشر فنلاندی-آمریکایی است.

## گزیدهٔ آثار

### تلویزیون
- دو مرد و نصفی (۲۰۱۱)
- استخوان‌ها (۲۰۰۶)
- روزهای زندگی ما (۲۰۰۳)
- قانون و نظم (۲۰۰۲)